# 裕溪乡
裕溪乡，是中华人民共和国浙江省丽水市松阳县下辖的一个乡镇级行政单位。

## 行政区划
裕溪乡下辖以下地区：
木岱坑村、内陈村、小槎村、徐山村、叶西后村、黄岭头村、潘山村、裕溪村、风弄源村、章山村、合溪村和源底村。